# Ōmi no Mifune

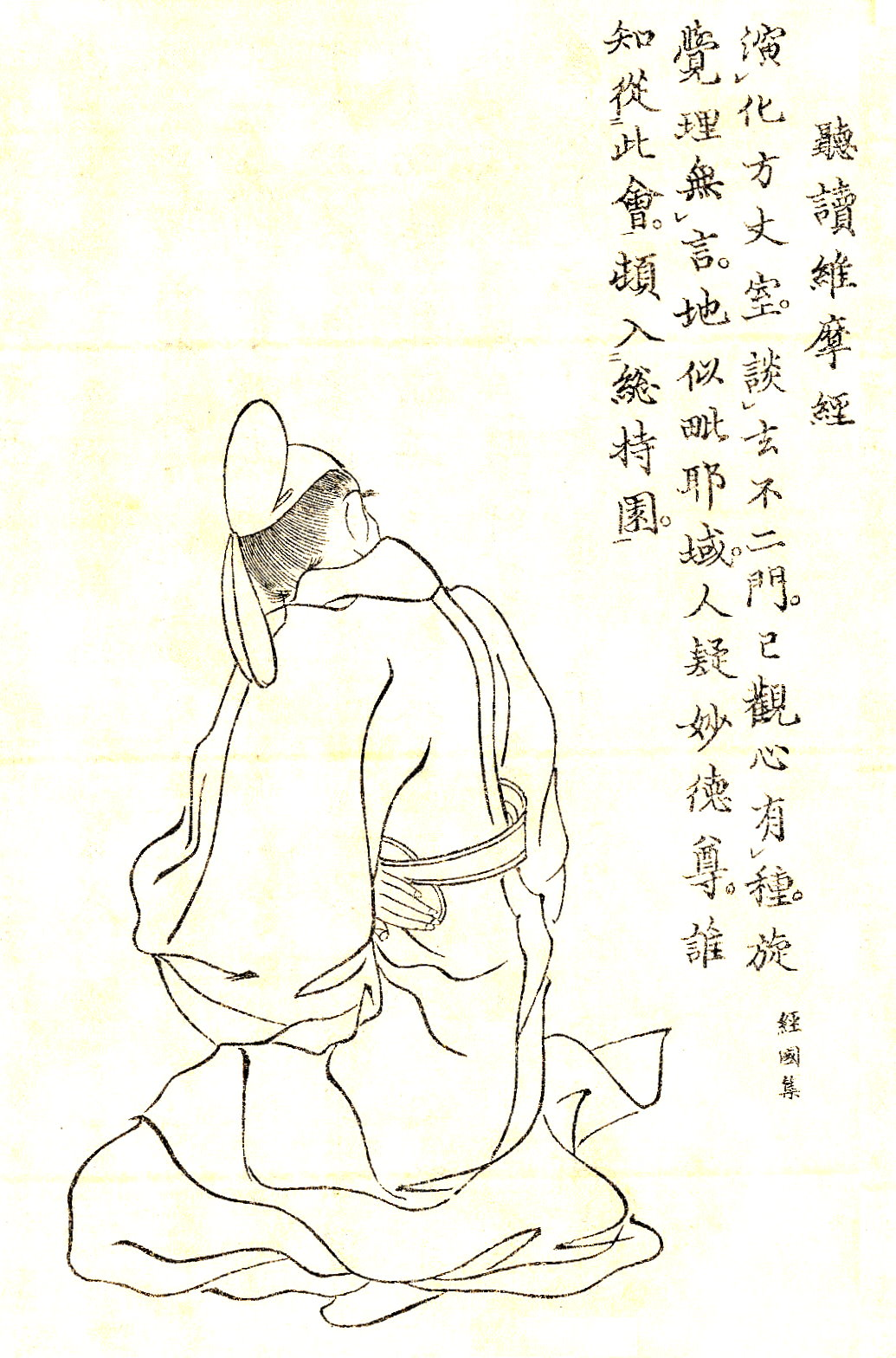
Ōmi no Mifune

Ōmi no Mifune (japanisch 淡海 三船; geboren 722; gestorben 17. Juli 785) war ein japanischer Gelehrter und Literat während der Nara-Zeit.

## Leben und Wirken
Ōmi no Mifune war Urenkel von Prinz Otomo (大友皇子), dessen Großvater Tennō Kadono (葛野王; 669–706) und dessen Vater Tennō Ikebe (池辺王; Lebensdaten unbekannt) war. Bereits vor 751 war er als Mifune (三船王) bekannt, und im Januar desselben Jahres erhielt er den Familiennamen „Awami no Mashito“ (淡海 真人). 756 wurde er wegen Verleumdung des kaiserlichen Hofes inhaftiert. Doch im Jahr 758 wurde er mit dem Ehrentitel „Mikawa no Kami“ (三河守) ausgezeichnet, und im Jahr 761 mit dem Ehrentitel „Mimasaka no Kami“ (美作守). Im Jahr 767 wurde er in den dritten Grad des Shogunatsordens berufen, und 772 wurde er zum Leiter einer Universität und zum Doktor der Literatur ernannt. Im Jahr 784 wurde er zum „Inaba no Kami“ (因幡守) ernannt, aber ein Jahr später starb er. Unter Fujiwara no Nakamaro (706–764) war er nicht glücklich, und als er zum Patrouillenoffizier ernannt wurde, hatte er einen schlechten Ruf für seine harte und willkürliche Handhabung der Angelegenheiten.
Als Literat und Gelehrter war Ōmi no Mifune damals jedoch für seine erstklassigen Einsichten bekannt. Während der Herrschaft von Tennō Kōnin arbeitete er zusammen mit Ishikawa no Natari (石川 名足; 728–788) an der Erstellung der Nationalgeschichte. Seine Erfahrung als buddhistischer Mönch machte ihn zu einem Kenner der buddhistischen Schriften. Im selben Jahr studierte er das „Shaka Māyā Engōron“ (釈摩訶衍論) und behauptete, dass es eine Fälschung sei. Eine weitere seiner großen Leistungen war um 762 die Zusammenstellung chinesischer posthumer Namen für die – geschichtlich nicht wirklich belegten – Kaiser wie Jimmu, Suisei und Annei. Er soll auch der Herausgeber der chinesischen Gedichtsammlung „Kaifumo“ (懐風藻) gewesen sein.